# Ladängssjön
Ladängssjön är en sjö i Norrtälje kommun i Uppland och ingår i Skeboåns huvudavrinningsområde.
Sjön ligger i Ladängssjöns naturreservat.